# Juan Rozas
Juan Evangelista Rozas Romero (San Miguel, 25 de diciembre de 1960) es un médico cirujano y político chileno. Fue alcalde de la comuna de Pedro Aguirre Cerda, entre los años 2016 y 2021.

## Biografía

### Primeros años y estudios
Nació en la comuna de San Miguel el 25 de diciembre de 1960, en lo que hoy en día se conoce como la comuna de Pedro Aguirre Cerda, hijo de Tito Luis Nemoroso Gastón Rozas Palma, un obrero textil y su esposa Emma Rosa Romero Díaz, una trabajadora doméstica.
Realiza sus estudios básicos en la Escuela Poetas de Chile y los termina en la Universidad de Chile, en donde obtiene el título de médico cirujano.
Además, estudió para director técnico profesional en el Instituto Nacional del Fútbol (INAF). Inició su trabajo deportivo como técnico de una escuela de fútbol para niños, en 2007, y hoy dirige al Club Deportivo Juventud Salvador, que juega en la Tercera División A.

### Vida personal
Es casado y padre de cinco hijos.

### Trayectoria política
Como independiente, Juan Rozas postuló al cargo de concejal en las elecciones municipales de 2012, donde obtuvo la segunda mayoría. Postula como alcalde en las municipales de 2016, donde obtiene el 47,6 % de la votación, siendo electo alcalde de Pedro Aguirre Cerda para el período 2016-2020.

## Historial electoral

### Elecciones municipales de 2012
- Elecciones municipales de 2012, para el concejo municipal de Pedro Aguirre Cerda[5]

### Elecciones municipales de 2016
- Elecciones municipales de 2016, para la alcaldía de Pedro Aguirre Cerda[6]

### Elecciones municipales de 2021
- Elecciones municipales de 2021 para la alcaldía de Pedro Aguirre Cerda[7]